# Willian Reffatti
Willian Reffatti da Costa (Três de Maio, 1 de maio de 1987) é um voleibolista indoor brasileiro com experiência em clubes no cenário nacional e internacional  e também na seleção brasileira e a serviço desta conquistou importantes resultados nas categorias de base:campeão sul-americano infantojuvenil e juvenil, 2004 e 2006, respectivamente, foi vice-campeão mundial infantojuvenil em 2005  e campeão mundial juvenil em 2007.

## Carreira
Willian desde criança praticava vôlei, futebol, natação, tênis e basquete, sempre demonstrando gosto pelas práticas desportivas. Estudou no Colégio Dom Hermeto em sua cidade natal, onde permaneceu até os 14 anos e migrou para o Estado de Santa Catarina, passando a morar em Rio do Sul. E nesta cidade iniciou sua trajetória de voleibolista quando atuou no clube Verde Vale e se identificava com esta modalidade e despertava admiração para posição de levantador, mas atuava como ponteiro, disputou o Campeonato Brasileiro de Seleções, quando se transferiu para o Banespa, neste quando necessário atuou como levantador e já iniciou seu histórico na seleção brasileira nas categorias de base.
Recebeu convocação para seleção brasileira na categoria infanto-juvenil em 2004, quando disputou nesta categoria o  Campeonato Sul-Americano Infanto-Juvenil na Colômbia, obtendo o seu primeiro título intercontinental, então a seleção  brasileira com esse título se qualificou para o Campeonato Mundial Infanto-Juvenil sediado na Argélia e Reffatti também disputou esta competição, chegando a final com a equipe, mas  terminaram com a medalha de prata.Individualmente Willian ficou na segunda posição entres os melhores sacadores desta edição.
Ainda nas categorias de base, desta vez na juvenil, foi campeão sul-americano em 2006, edição disputada no Brasil, qualificando o país para o Mundial do Marrocos de 2007, no qual esteve presente também e assumindo a condição de capitão da seleção, conquistou o ouro e foi um dos destaques da final diante da seleção russa, registrando 14 pontos, destes, 11 foram de ataques e três de bloqueios. Na seleção adulta apenas atuou nos treinos para completar a equipe, mas representou muito em sua carreira jogar ao lado de atletas de experiência e reconhecimento internacional.
Atuando pelo Banespa/São Bernardo terminou na quarta colocação na Superliga Brasileira A 2005-06, terceiro colocado no campeonato paulista  de 2005 e vice-campeão em 2006.No período seguinte pelo Banespa/Santander foi o quinto lugar na edição da Superliga Brasileira A 2006-07.
Renovou como Banespa/Santander na jornada posterior,   e conquistou em 2007 o vice-campeonato dos Jogos Abertos do Interior em Praia Grande  e disputou a Superliga Brasileira A 2007-08, finzalizando na sexta posição.
Jogou a temporada  2008-09 pela Ulbra/ Suzano/Massageol e contriubuiu para a equipe avançar as quartas de final e foi campeão paulista de 2008.
Nas competições do período esportivo 2009-10 permaneceu na Ulbra/ São Caetano do Sul terminou na nona posição da Superliga.
Defendeu a equipe Pinheiros/Sky nas competições do período 2010-11 terminando na sétima posição da Superliga e terceiro lugar no campeonato paulista.Deixou São Paulo e passou atuar na equipe mineira BMG/Montes Claros na jornada 2011-12 quando terminou na décima posição da edição da Superliga.
Pela primeira vez atuou no vôlei europeu quando defendeu Sport Clube Lisboa Benfica na temporada 2012-13  e conquistou os títulos da Liga A Portuguesa e também da  Supertaça de Portugal.
Retornou ao Brasil para disputar as competições da temporada 2013-14, desta vez contatado pela equipe da UFJF..Ele começou em 2012 a namorar a voleibolista Ju Costa, com quem na atualidade é casado e devido a profissão vivem um relacionamento a distância.
Na temporada 2014-15 foi contratado pelo Volta Redonda.Na seguinte jornada foi contratado pelo Bento Vôlei/Isabela e disputou a Superliga Brasileira B 2015, conquistando o vice-campeonato e a promoção para o clube a Superliga Brasileira A, também vice-campeão do  Campeonato Gaúcho de 2015,finalizou no sexto lugar na Superliga Brasileira A 2015-16 e disputou a Copa Brasil de 2016 em Campinas, encerrando na nona colocação.
Tranferiu-se para o Montes Claros Vôlei e competiu o período de 2016-17, sendo bronze no Campeonato Mineiro de 2016; na temporada de 2017-18 passou a representar o Botafogo e alcançou o terceiro lugar na Superliga B.No período de 2018-19 passa atuar pelo time do Chipre chamado Pafiakos Paphos, sendo vice-campeão nacional, da Copa do Chipre e da Supercopa, na sequência atuou pelo time húngaro do Pénzügyőr SE nas competições de 2019-20, quando foi campeão da da Copa da Hungria e foi melhor jogador da competição; e neste clube foi campeão da Liga A Húngara 2020-21 e foi campeão da Copa da Hungria.Permaneceu na Hungria na jornada 2021-22 pelo Utánpótlás Akadémia Kistext SE e também na temporada de 2022-23, desta vez pelo Vegyész RC Kazincbarcika, e vivendo com sua esposa Ju Costa e sua filha Maria Eduarda, e filha do casal Antonella

## Títulos e resultados
- Liga A Húngara:2020-21
- Liga A Cipriota:2018-19
- Liga A Portuguesa:2012-13[15]
- Superliga Brasileira A:2005-06[3]
- Copa da Hungria:2019-20 e 2020-21
- Copa da Chipre:2018-19
- Supercopa Cipriota:2018-19
- Supertaça de Portugal:2012-13
- Superliga Brasileira B:2015[22]
- Superliga Brasileira B:2018
- Campeonato Carioca:2017
- Campeonato Mineiro:2016
- Campeonato Gaúcho:2015[23]
- Jogos Abertos do Interior de São Paulo:2007[6]
- Campeonato Paulista:2008[11]
- Campeonato Paulista:2006
- Campeonato Paulista:2005, 2010

## Premiações individuais
- 2º Melhor Sacador do Campeonato Mundial Infanto-Juvenil de 2005[1]